# تيم بولينغ
تيم بولينغ (بالإنجليزية: Tim Bowling)‏‏ (1964 في فانكوفر - ) روائي، وشاعر من كندا.

## الجوائز
- زمالة غوغنهايم